# Sheranapis bellavista
Espèce
Sheranapis bellavista est une espèce d'araignées aranéomorphes de la famille des Anapidae.

## Distribution
Cette espèce est endémique du Chili. Elle se rencontre dans les régions du Biobío, d'Araucanie et des Lacs.

## Description
Le mâle holotype mesure 1,22 mm et la femelle paratype 1,67 mm.

## Étymologie
Son nom d'espèce lui a été donné en référence au lieu de sa découverte, Bellavista.

## Publication originale
- Platnick & Forster, 1989 : A revision of the temperate South American and Australasian spiders of the family Anapidae (Araneae, Araneoidea). Bulletin of the American Museum of Natural History, no 190, p. 1-139 (texte intégral).